# Биценко, Игорь Валентинович
Игорь Валентинович Биценко (род. 13 июля 1960, Алма-Ата) — кандидат в мастера спорта Казахской ССР, тренер по большому теннису детско-юношеской спортивной школы «Юность Москвы».
Окончил Казахстанский институт физической культуры и спорта (1981).

## Биография
Родился в городе Алма-Ата. Отец, Биценко, Валентин Федорович, и мать, Биценко, Антонина Андреевна, — мастера спорта по большому теннису. Отец Игоря Валентиновича был одним из родоначальников большого тенниса в Казахстане.

## Достижения

### Спортивная карьера
- Член сборной команды Казахской ССР с 1977 года по 1983 год.
- Чемпион Казахской ССР в 1977 году и в 1978 году.
- Троекратный Чемпион Казахской ССР в парном разряде, 1980, 1981, 1983 год.

### Тренерская карьера
- Тренер спортивной школы ЦСКА, Алма-Ата, Казахстан — с 1981 года по 2006 год[1][2].
- Тренер детско-юношеской спортивной школы «Юность Москвы», Москва, Россия — с 2007 года[3].

### Воспитанники
Воспитал множество мастеров спорта СССР и Казахстана, многие из которых стали чемпионами России и Европы. Самые выдающиеся из его учеников в Казахстане:
- А. Шинкоренко
- Егор Шалдунов
- Т. Сайдаметов
- М. Филлипов
- О. Ипполитова
- Майя Маралбаева
- Иван Щетников

После переезда в Москву, Игорь Валентинович тренирует:
- Карен Хачанов — член сборной России, чемпион России, чемпион Европы[5][6][7][8][9]
- Евгения Левашова — член сборной России, чемпион Европы[10][11]
- Кирилл Саплин — призер Кубка России[11]
- Дмитрий Мнушкин и Алексей Захаров — призеры Чемпионата Европы в парном разряде[11]